# Top End
Top End omfatter den nordligste del af det australske Northern Territory nord for Daly Waters, og omfatter et areal på omtrent 400.000 kvadratkilometer, en tredjedel af Northern Territorys samlede areal. Top End omfatter de fleste beboede områder i Northern Territory, såsom byerne Darwin, Katherine, Pine Creek, Palmerston, Jabiru og Mataranka. Top End er det næstnordligst beliggende område i Australien efter Kap York-halvøen.

## Nationalparker
Størstedelen af Top End består af Arnhem Land såvel som den til Arnhem Land tilgrænsende Kakadu Nationalpark. Andre nationalparker i Top End er blandt andre Nitmiluk Nationalpark og Cutta Cutta Caves Naturpark.
13°53′S 133°00′Ø / 13.88°S 133°Ø